# Tridere chelopa
Tridere chelopa är en mångfotingart som beskrevs av Loomis 1938. Tridere chelopa ingår i släktet Tridere och familjen Cambalidae. Inga underarter finns listade i Catalogue of Life.